# 山本信一郎
山本 信一郎（やまもと しんいちろう、1950年（昭和25年）8月23日 - ）は、日本の自治・総務官僚。内閣府事務次官、宮内庁次長、宮内庁長官を歴任。

## 人物
福井県今立郡池田町出身。1969年（昭和44年）福井県立藤島高等学校卒業。1973年（昭和48年）京都大学法学部卒業、同年自治省入省。2008年（平成20年）7月から2009年（平成21年）7月まで内閣府事務次官を務めた。のち消防試験研究センター理事長。

### 宮内庁時代
2016年（平成28年）7月13日にされた「天皇陛下（現在の上皇）には、次期皇位継承者である皇太子徳仁親王殿下（現在の天皇）へ譲位のご意向を示されている」という報道について、宮内庁次長（当時）として「報道されたような事実は一切ない。」「その大前提となる（天皇の）お気持ちがないわけだから、検討していません。」と述べたが、同年8月8日、約11分間のビデオを通じて第125代天皇が親しく国民に向けて伝えた「象徴としてのお務めについての天皇陛下のおことば」で、間接的ながら自身の退位（譲位）の意向について言及した。
2017年（平成29年）9月3日、秋篠宮文仁親王の第一女子で当時の皇太子徳仁親王（現在の天皇）の姪、当時の天皇（現在の上皇）の初孫にあたる眞子内親王と小室圭の婚約が内定したと宮内庁長官として発表した。記者会見では、小室圭について「ご結婚のお相手としてふさわしい誠に立派な方」と述べた。

## 略歴
- 1973年（昭和48年） 自治省入省（税務局市町村税課[4]）
- 1975年（昭和50年）4月 自治省行政局公務員部公務員第一課[4]
- 1976年（昭和51年）4月 自治省税務局固定資産税課[4]
- 1977年（昭和52年）10月 自治省行政局行政課[4]
- 1978年（昭和53年）4月 島根県企画部開発課[4]
- 1980年（昭和55年）島根県総務部地方課[4]
- 1991年（平成3年） 岡山県総務部長
- 1993年（平成5年）4月1日 自治省大臣官房情報管理室長
- 1993年（平成5年）9月20日 自治省行政局選挙部管理課長
- 1998年（平成10年）1月6日 自治省行政局選挙部選挙課長
- 1999年（平成11年）8月14日 自治省行政局行政課長
- 2000年（平成12年）5月24日 自治大臣官房審議官（選挙担当）
- 2001年（平成13年）1月6日 総務省大臣官房審議官（選挙担当）
- 2001年（平成13年）7月3日 総務省大臣官房審議官（地方行政、地方公務員制度、選挙担当）
- 2001年（平成13年）8月1日 内閣府大臣官房審議官（沖縄担当）
- 2003年（平成15年）1月17日 内閣府政策統括官（総合企画調整担当）
- 2004年（平成16年）4月 内閣府政策統括官（共生社会政策担当）
- 2005年（平成17年）9月1日 内閣府大臣官房長
- 2008年（平成20年）7月1日 内閣府事務次官
- 2009年（平成21年）7月7日 退官
- 2011年（平成23年）9月 消防試験研究センター理事長
- 2012年（平成24年）6月1日 宮内庁次長[5]
- 2016年（平成28年）9月26日 宮内庁長官[6]
- 2019年（令和元年）12月17日 - 退官[7]
- 2020年（令和2年）6月25日 - 一般財団法人地域創造理事長[8]
- 2022年（令和4年）11月3日 - 瑞宝大綬章受章[9][10]